# Notophyson buckleyi
Notophyson buckleyi là một loài bướm đêm thuộc phân họ Arctiinae, họ Erebidae.